# Shinnston
Shinnston est une ville américaine située dans le comté de Harrison en Virginie-Occidentale.
Selon le recensement de 2010, Shinnston compte 2 201 habitants. La municipalité s'étend sur 1,73 milles carrés (4,48 km2).
Shinnston doit son nom à Levy Shinn, l'un des quakers du New Jersey qui ont fondé la ville.